# El tesoro del rey Midas
Animal Channel es una película española dirigida por Maite Ruiz de Austri. Secuela de Animal channel

## Sinopsis
Tras su arduo trabajo como reporteros, la cigüeña Cathy, el ratón Nico y el loro Lorri se preparan para empezar unas merecidas vacaciones. Sin embargo, sus planes cambian cuando Papá Ratón recibe un mensaje S.O.S. Y es que, según parece, dos reporteros de la cadena de televisión ACH (Animal channel) están siendo perseguidos por un extraño monstruo mientras graban un reportaje en la selva Horripilante. Decididos a ayudar a sus compañeros, Cathy, Nico y Lorri emprenden un viaje lleno de aventuras.

## Participación en fesitvales
La película ha participado en la Semana de Cine Fantástico y Terror de San Sebastián.

## Premios
XXV edición de los Premios Goya
| Categoría                   | Persona                     | Resultado |
| --------------------------- | --------------------------- | --------- |
| Mejor película de animación | Mejor película de animación | Nominada  |